# Иванов, Вадим Владимирович
Вади́м Влади́мирович Ивано́в (род. 8 октября 1968) — советский и российский легкоатлет, специалист по прыжкам в длину. Выступал за сборные СССР, СНГ и России по лёгкой атлетике в начале 1990-х годов, призёр первенств национального значения, участник летних Олимпийских игр в Барселоне.

## Биография
Вадим Иванов родился 8 октября 1968 года. На соревнованиях представлял Калугу.
Впервые заявил о себе в сезоне 1990 года, когда на соревнованиях в Сочи в прыжках в длину показал результат 8,00 метра.
В июне 1991 года на соревнованиях в Брянске установил свой личный рекорд — 8,12.
В 1992 году с результатом 7,76 выиграл серебряную медаль на зимнем чемпионате России в Волгограде, уступив здесь только Станиславу Тарасенко. Позже добавил в послужной список серебряную награду, полученную на чемпионате СНГ в Москве, где его обошёл Дмитрий Багрянов. Благодаря череде удачных выступлений вошёл в состав Объединённой команды, собранной из спортсменов бывших советских республик для участия в Олимпийских играх в Барселоне. В программе прыжков в длину провалил первые две попытки, а в третьей прыгнул на 5,97 метра и в финал не вышел.
После барселонской Олимпиады Иванов больше не показывал сколько-нибудь значимых результатов в лёгкой атлетике на международной арене.